# 1984 în literatură
- 1983 în literatură — 1984 în literatură — 1985 în literatură

Anul 1984 în literatură a implicat o serie de evenimente și cărți noi semnificative.

## Cărți noi
- Warren Adler - Random Hearts
- Kingsley Amis - Stanley and the Women
- Martin Amis - Money
- Jeffrey Archer - First Among Equals
- Richard Bachman - Thinner (pseudonimul lui Stephen King)
- J. G. Ballard - Empire of the Sun
- Iain Banks - The Wasp Factory
- Julian Barnes - Flaubert's Parrot
- J. J. Benitez - Caballo de Troya
- Michael Bishop - One Winter in Eden și Who Made Stevie Crye?
- Simon Brett - A Shock to the System
- David Brin - The Practice Effect
- Anita Brookner - Hotel du Lac
- Sandra Cisneros - The House on Mango Street
- Tom Clancy - The Hunt for Red October
- Bernard & Judy Cornwell (ca Susannah Kells) - Fallen Angels
- Marguerite Duras - L'Amant
- Kevin Eastman și Peter Laird -Teenage Mutant Ninja Turtles (carte BD)
- Louise Erdrich - Love Medicine
- Howard Fast - The Outsider
- Leon Forrest - Two Wings to Veil My Face
- Frederick Forsyth - The Fourth Protocol
- John Gardner - Role of Honour
- William Gibson - Neuromancer
- Alasdair Gray - 1982, Janine
- Kent Haruf - The Tie That Binds
- Frank Herbert - Heretics of Dune
- David Hughes - The Pork Butcher
- John Jakes - Love and War
- Stephen King și Peter Straub - The Talisman
- Russell Kirk - Watchers at the Strait Gate
- Milan Kundera - The Unbearable Lightness of Being
- Robert Ludlum - The Aquitaine Progression
- Ruth Manning-Sanders - A Book of Magic Horses
- Robert B. Parker - Valediction
- Mario Puzo - The Sicilian
- Thomas Pynchon - Slow Learner: Early Stories
- Dr. Seuss - The Butter Battle Book
- Bob Shea și Robert Anton Wilson - The Illuminatus! Trilogy
- Michael Slade - Headhunter
- Danielle Steel - Full Circle
- Neal Stephenson - The Big U (roman de debut)
- Robert Swindells - Brother in the Land
- John Updike - The Witches of Eastwick
- Gore Vidal - Lincoln
- Janusz Zajdel - Paradyzja

## Premii
- Premiul Nobel pentru Literatură: Jaroslav Seifert